# Гребенюк, Александр Васильевич
Александр Васильевич Гребенюк (род. 2 мая (по другим данным 22 мая) 1951, Воронцово-Александровское, Ставропольский край, РСФСР, СССР) — советский легкоатлет (десятиборье), чемпион и призёр чемпионатов СССР, чемпион Европы, обладатель Кубка Европы, Заслуженный мастер спорта СССР (1978). Участник летних Олимпийских игр 1976 года в Монреале, где занял 9-е место.

## Биография
Родился в семье колхозников. В школе любил уроки физкультуры. В юношестве был секретарём комитета комсомола. Выпускник Ставропольского государственного педагогического института по специальности «Учитель физического воспитания средней школы». С 1969 года — инструктор Ставропольского краевого совета всероссийского добровольного спортивного общества «Трудовые резервы», впоследствии инструктор краевого комитета по физкультуре и спорту.
После завершения спортивной карьеры — тренер-преподаватель по лёгкой атлетике Ставропольской школы высшего спортивного мастерства. Затем был заместителем директора по спорту спортивной школы-интерната. С 1989 года — директор Ставропольского училища олимпийского резерва. С мая 2012 по октябрь 2013 года занимал должность министра физической культуры, спорта и молодёжной политики Ставропольского края.

## Почётные звания
- Заслуженный работник физической культуры;
- Почётный гражданин города Зеленокумска[7].

## Спортивные результаты
- Чемпионат СССР по лёгкой атлетике 1974 года — ;
- Чемпионат СССР по лёгкой атлетике 1976 года — ;
- Чемпионат СССР по лёгкой атлетике 1977 года — ;
- Чемпионат СССР по лёгкой атлетике 1978 года — ;
- Лёгкая атлетика на летней Спартакиаде народов СССР 1979 года — ;